# Херсонська єпархія УПЦ (МП)
Херсонська єпархія — єпархія РПЦвУ з центром в Херсоні, яка охоплює південно-західні райони Херсонської області. Правлячий архієрей — архієпископ Іоанн (Сіопко). Не плутати із єпархією в Херсонесі Таврійському, яка виникла після прибуття 310 р. за царювання імператора Діоклетіана в Тавроскіфії від Єрусалимського патріарха Гермогена місіонерів — єпископів Василія і Єфрема.

## Передісторія
Християнство поширювалося в Таврії ще в перші століття нашої ери.
Указом імператриці Катерини II від 7 вересня 1775 року, Новоросія була об'єднана в нову, Слов'янську і Херсонську єпархію з центром в Полтаві; у квітні 1784 року до неї була приєднана територія анексованого Російською імперією Кримського ханства.
9 травня 1837 року з Екатеринославської (колишньої Слов'янської) єпархії була виділена окрема Херсонська єпархія, яка охоплювала територію Херсонської і Таврійської губерній. Єпископська кафедра знаходилася в Одесі. Правлячим архієреєм був призначений колишній єпископ Екатеринославський Гавриїл (Розанов). У тому ж році до новоутвореної єпархії були приєднані землі між Бугом і Дністром, що входили до складу Одеського, Тираспольського та Ананьєвського повітів, і раніше знаходилися у складі Кишинівської єпархії. 16 листопада 1859 року з Херсонської була виділена Таврійська єпархія, після чого у віданні останньої залишилася лише Херсонська губернія.
У 1927—1928 роках існувало Херсонське вікаріатство Одеської єпархії.
З 1944 по 1947 роки з цієї єпархія була виділена Херсонсько-Миколаївська єпархія з центром в місті Херсоні. У 1947 році вона була приєднана до Одеської єпархії, яка знову починає іменуватися Херсонською, проте кафедра залишається в Одесі. 7 жовтня 1976 року цю єпархію перейменували в Одеську.

## Сучасність
11 лютого 1991 року Херсонська єпархія, з кафедрою в Херсоні, відновлюється як самостійна, будучи виділена із складу Одеської. Її територія поширюється на всю Херсонську область.
Рішенням синоду РПЦвУ від 14 грудня 2007 року із складу Херсонської виділена Каховська єпархія.
Сьогодні кафедральним собором Херсонської єпархії Свято-Духівський кафедральний собор у Херсоні. Єпархія видає газету «Православна Таврія».
У листопаді 2022 року, під час обшуків, проведених на об'єктах РПЦвУ у Херсонській, Черкаській, Житомирській та Волинській областях, було виявлено підробні документи,  російську пропагандистську літературу, російські паспорти та інші докази співпраці місцевих працівників та керівництва із російськими окупантами.

## Правлячі архієреї
- Леонтій (Гудимов), митрополит Херсонський і Таврійський (11 лютого 1991 — 16 березня 1992)
- Лазар (Швець), архієпископ Одеський та Ізмаїльський (тимчасовий керівник; 16 березня 1992 — 29 липня 1992)
- Іларіон (Шукало), архієпископ Херсонський і Таврійський (29 липня 1992 — 11 червня 1997)
- Іов (Смакоуз), єпископ Херсонський і Таврійський (22 червня 1997 — 30 березня 1999)
- Іонафан (Єлецьких), архієпископ Херсонський і Таврійський (30 червня 1999 — 22 листопада 2006)
- Іоанн (Сіопко), митрополит Херсонський і Таврійський (з 22 листопада 2006)